# لاویان ۱۸
لاویان ۱۸ (انگلیسی: Leviticus 18)، (فصل هجدهم کتاب سفر لاویان) به تعدادی از فعالیت‌های جنسی منفور می‌پردازد، از جمله زنا با محارم و حیوان‌خواهی. این فصل همچنین عبادت مولوخ را محکوم می‌کند. این بخشی از قانون تقدس است (لاویان ۱۷–۲۶)، و ممنوعیت‌های جنسی آن تا حد زیادی با لاویان ۲۰ مشابهت دارد، با این تفاوت که فصل ۲۰ تأکید بیشتری بر مجازات دارد.